# Faenolfestivalen
Faenolfestivalen, pop. Brynfest, är en musikfestival som anordnas av den walesiske sångaren Bryn Terfel. Den hålls årligen på egendomen Vaynol inte långt från Caernarfon. Festivalens namn är hämtat från det walesiska namnet för Vaynol, Y Faenol.
Festivalen hölls första gången 2000 och äger vanligen rum under en långhelg i augusti varje år. Under festivalen spelas såväl klassisk musik som populärmusik. 2006 besöktes Faenolfestivalen av fler än 35 000 personer, vilket var den dittills högsta besöksiffran.